# معركة لان
وقعت معركة لان في 9 و10 مارس/آذار عام 1814، وكانت واحدة من المعارك الحاسمة في الأشهر الأخيرة من الحروب النابليونية.

## مقدمة
بعد انتصاره المكلف في معركة كرون، حاول نابليون استغلال حالة الفوضى التي سادت جيش الجنرال بلوخر في سيليزيا. كان بلوخر قد انسحب إلى مدينة لان المحصنة الواقعة على قمة التل، حيث عزز جيشه بمساندة من قوات بروسية وروسية. وكانت لان تشكل نقطة استراتيجية مهمة كونها تقاطعاً رئيسياً للطرق، مما منحها سيطرة على التضاريس ومزايا دفاعية طبيعية. إدراكاً لخطر تقدم بلوخر نحو باريس، قرر نابليون التحرك بسرعة لوقفه، فحشد جيشاً فرنسياً أصغر حجماً ولكنه مصمم على القتال، رغم ضعف قوته بسبب الخسائر وخطوط الإمداد الممتدة. ورغم عبقرية نابليون الاستراتيجية، واجه تحدياً ضخماً أمام قوة حليفة ذات إعداد جيد وتفوق عددي، بقيادة قائد خبير وحازم.
كانت الاستراتيجية الفرنسية في مواجهة لان مليئة بالتحديات. فقد كانت قوات نابليون منهكة نتيجة الحملات المستمرة، كما كان الدعم اللوجستي غير كافٍ. في الثامن من مارس، أخفى الضباب الكثيف تحركات القوات الفرنسية بينما كان نابليون يقوم بتقسيم جيشه بهدف تطويق قوات الحلفاء واستغلال الثغرات في خطوط دفاعهم. ومع ذلك، تأثرت التنسيقات بسبب ضعف الرؤية وتأخر وصول قوات المارشال مارمونت. استغل بلوخر، الذي كان قد يفكر في البداية في الانسحاب، هذه التأخيرات وأمر قواته بالتمسك بمواقعها. أنشأ الحلفاء خطًا دفاعيًا قويًا مدعومًا بالمدفعية على مرتفعات لان، حيث كانت القرى مثل أردون وسيميلي تشكل معاقل متقدمة. وعلى الرغم من هذه الصعوبات، لم يتراجع نابليون عن مواصلة هجماته، آملاً في إزالة مواقع الحلفاء وإجبارهم على تحقيق انتصار حاسم.

## ساحة المعركة
كانت ساحة معركة لان تتمتع بأهمية استراتيجية بفضل مزاياها الطبيعية. تمركزت البلدة على قمة تلة مسطحة ترتفع أكثر من 100 متر فوق الريف المحيط، مما أتاح رؤية واسعة وموقعًا مثاليًا للعمليات الدفاعية. إلى الشمال، امتدت منطقة مفتوحة ومسطحة، مناسبة لتحركات القوات الكبيرة، بينما تميز الجنوب بتضاريس وعرة ومليئة بالأشجار، مما جعل المناورات الهجومية أكثر صعوبة. كما لعبت قريتا أردون وسيميلي، الواقعتان عند قاعدة التل، دورًا حيويًا كمواقع دفاعية متينة للقوات المتحالفة.
استغل بلوخر الإمكانات الدفاعية لمدينة لان من خلال نشر قواته على طول التلال، بدعم من شبكة واسعة من المدفعية. كانت الطرق الرئيسية المتقاربة في لان سبباً في جعلها مركزاً لوجستياً حيوياً، كما أن ارتفاعها الطبيعي أعطى الحلفاء ميزة حاسمة في الدفاع والمراقبة. واجهت قوات نابليون، القادمة من الجنوب، عقبات كبيرة في محاولتها إزاحة القوات البروسية والروسية المتحصنة، حيث كانت التضاريس تحول هجماتها إلى مناطق قتل معدة جيدًا.

## الإستعدادات

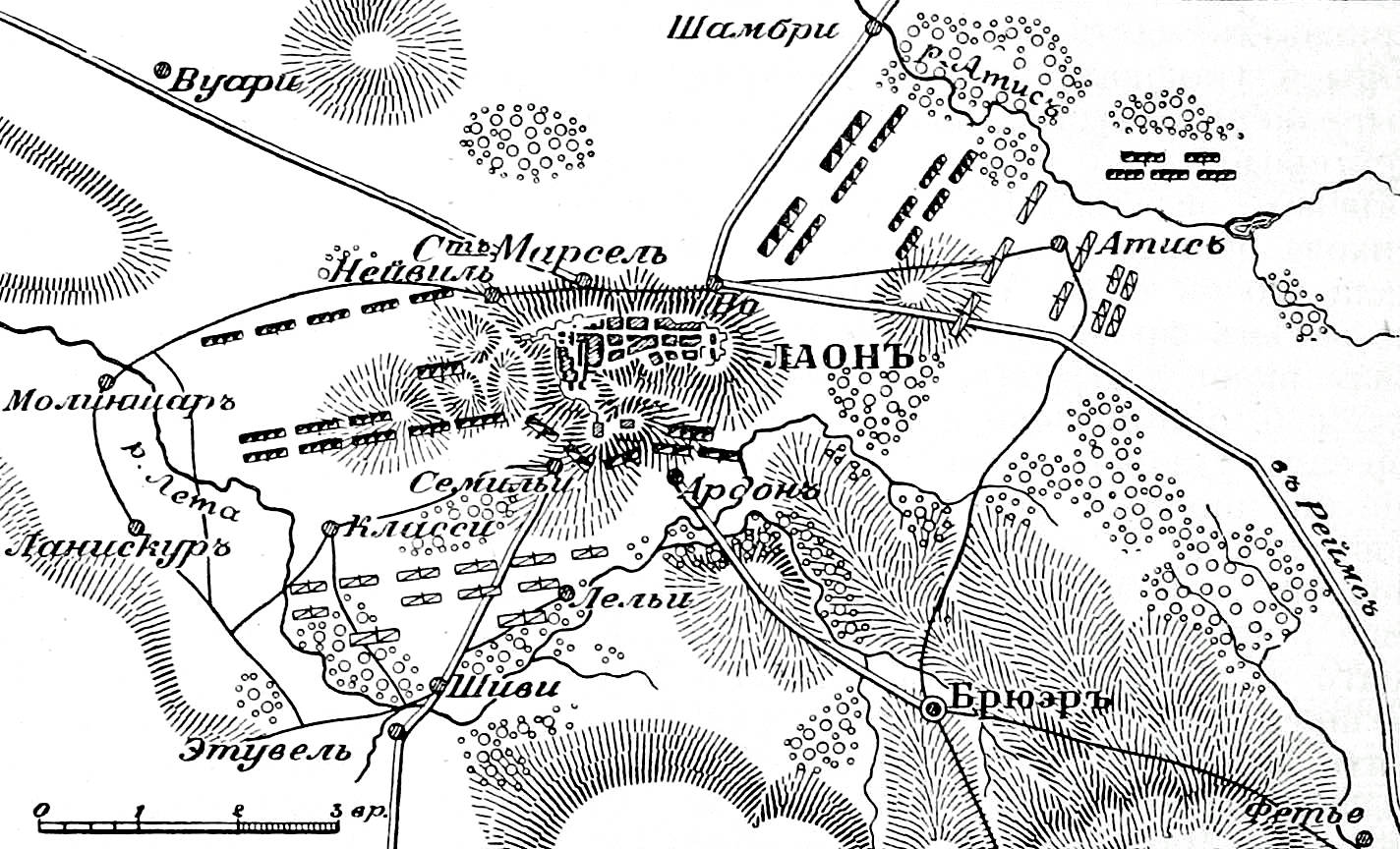
مخطط خريطة للمقالة "لان". موسوعة سيتين العسكرية (سانت بطرسبرغ، 1911-1915)

أصبح لدى بلوخر الآن حوالي 90 ألف جندي و176 مدفعًا.  تم تكليف الفيلق البروسي التابع لفريدريش فيلهلم فرايهير فون بولو بالدفاع عن لان نفسها. كان الجناح الغربي لقلعة بلوخر مغطى بفيلق روسي بقيادة فرديناند فون وينتسينجيرود بينما كان الجناح الشرقي محميًا بفيلقين بروسيين بقيادة الجنرالين يورك وكلايست . كان هناك فيلقان روسيان تحت قيادة الجنرالات لانجيرون وأوستن ساكن في الاحتياط. بعد كرون، قاد نابليون الجزء الأكبر من قواته نحو الشمال الشرقي نحو لان بينما أرسل حوالي 10 آلاف جندي تحت قيادة مارمونت للتقدم نحو لان عبر طريق بيري أو باك.

## معركة
بدأت معركة لان في صباح يوم 9 مارس 1814، بتقدم قوات نابليون بونابرت لمواجهة جيش سيليزيا بقيادة بلوخر. بعد سلسلة من الهزائم والانسحابات، اتخذ بلوخر موقعًا دفاعيًا قويًا في لان، وهي بلدة تقع على قمة تل وتتمتع بإطلالة رائعة على المناظر الطبيعية المحيطة. بلغ عدد جيش الحلفاء، الذي كان يتكون في المقام الأول من القوات البروسية والروسية، حوالي 90 ألف جندي، وهو ما يفوق بشكل كبير قوة نابليون الأصغر والتي تراوحت أعدادها بين 30 ألفًا و39 ألف رجل. ورغم التحديات التي فرضتها عليه قواته الضعيفة، كان نابليون مصمماً على وقف تقدم بلوخر نحو باريس. لقد سعى إلى استخدام براعته التكتيكية لاستغلال أي ضعف في خطوط العدو وضربه بشكل حاسم.
كان الجيش الفرنسي، المنهك من الاشتباكات السابقة، يعاني من مشاكل الإمدادات والتنسيق، مما أعاق قدرة نابليون على نشر قواته بكفاءة. ولعب الطقس أيضًا دورًا، إذ أدى الضباب الكثيف والتضاريس الصعبة إلى إبطاء حركة القوات الفرنسية. اعتمدت استراتيجية نابليون على تقسيم قواته، بهدف تطويق الحلفاء ومباغتهم على حين غرة. كان الفيلق السادس للمارشال مارمونت متمركزًا على الجانب الأيمن ومكلفًا بمواجهة العدو في أثييس، بينما تقدم بقية جيش نابليون نحو المداخل الجنوبية لمدينة لان. ومع ذلك، فإن التأخير في وصول مارمونت والصعوبات اللوجستية تسببت في حدوث ارتباك في الخطط الفرنسية، الأمر الذي سارع بلوخر إلى استغلاله.
وعندما استشعر بلوخر الفرصة، أمر قواته بالاستعداد للهجوم واستغل الضباب لصالحه. قام بشن هجوم مضاد مفاجئ ضد فيلق مارمونت المعزول في ليلة 9 مارس. القوات الفرنسية، التي لم تكن مستعدة لمثل هذا الهجوم، تم دفعها إلى الوراء في حالة من الفوضى. كان الهجوم المضاد ناجحًا، مما أجبر فيلق مارمونت على التراجع السريع وكشف عن ثغرة في الخطوط الفرنسية. لقد أدى هذا النكسة غير المتوقعة لنابليون إلى تعطيل خطته الشاملة ومنحت قوات بلوخر ميزة كبيرة. كان الهجوم الليلي حاسماً في نتيجة المعركة، لأنه حطم تماسك القوات الفرنسية وحول الزخم نحو الحلفاء.
وفي صباح اليوم التالي، 10 مارس، حاول نابليون إعادة تجميع قواته وشن هجوم جديد على مواقع الحلفاء. كان القائد الفرنسي يهدف إلى التقدم عبر الأقسام الجنوبية والشرقية من لان، مستهدفًا المواقع الدفاعية القوية التي تم تحصينها بالمدفعية. على الرغم من بعض النجاحات الأولية في اختراق كتائب الحلفاء، إلا أن الفرنسيين واجهوا مقاومة شديدة. أطلقت المدفعية الحليفة، المتمركزة على الأراضي المرتفعة، نيرانها المدمرة على القوات الفرنسية المتقدمة، مما تسبب في خسائر كبيرة في الأرواح. واجهت قوات نابليون صعوبة في تحقيق تقدم ضد الخطوط الدفاعية المحصنة، والتي كانت مدعومة بشكل جيد من قبل المشاة البروسية والروسية.
ومع تقدم النهار، أدرك نابليون أن المعركة لم تكن تتقدم لصالحه. وكانت قواته تعاني من خسائر فادحة، وكانت المحاولات الفرنسية لتطويق المواقع الحليفة تُحبط مرارًا وتكرارًا بسبب دفاع بلوخر الحازم. لم يتمكن الفرنسيون من اختراق خطوط الحلفاء، وظلت الخسائر تتزايد. لم تكن عبقرية نابليون التكتيكية كافية للتغلب على عيوب التفوق العددي، والإرهاق، وعدم القدرة على التنسيق الكامل لقواته بسبب التأخير والتحديات اللوجستية. وفي الوقت نفسه، كان جيش بلوخر، على الرغم من التعب أيضًا، مدعومًا بموقعه الدفاعي القوي وأعداده المتفوقة، مما سمح للحلفاء بامتصاص الهجمات الفرنسية والحفاظ على أرضهم.
وبحلول مساء يوم 10 مارس/آذار، أصبح من الواضح أن المزيد من القتال لن يؤدي إلا إلى المزيد من الخسائر في صفوف الفرنسيين دون فرصة واقعية لتحقيق النصر. أدرك نابليون أن الفرنسيين لن يتمكنوا من تحقيق اختراق، لذا أمر بالانسحاب تحت جنح الظلام. تم تنظيم الانسحاب بطريقة منظمة نسبيًا، لكن الفرنسيين تكبدوا خسائر كبيرة. وقدر العدد الإجمالي للخسائر الفرنسية في المعركة بنحو 6000 رجل، بما في ذلك القتلى والجرحى والأسرى. وعلى الجانب الحلفاء، بلغ عدد الضحايا نحو 4000، لكنهم احتفظوا بمواقعهم على الميدان وتمكنوا من مواصلة تقدمهم نحو باريس.

## العواقب
ولكن هذه النكسة لم تكن في حد ذاتها نهاية نابليون. وبعد أيام قليلة، سحق الفرنسيون فيلقًا معزولًا للعدو في رانس . ظل جيش بلوخر في سيليزيا غير نشط لمدة أسبوع بعد الانتصار. ومع ذلك، فإن موقف الحلفاء منع نابليون من دفعهم إلى الشمال. كان الحلفاء لا يزالون في وضع يسمح لهم بالتقدم والاستيلاء على باريس، وهو ما فعلوه في نهاية شهر مارس.

## ملحوظات
1. ↑  Uffindell 2003، صفحة 203.

## روابط خارجية
| سبقه {{{سبقه}}} | {{{العنوان}}} | تبعه {{{تبعه}}} |